# Bonyunia venusta
Bonyunia venusta är en tvåhjärtbladig växtart som beskrevs av Jason Randall Grant. Bonyunia venusta ingår i släktet Bonyunia och familjen Loganiaceae. Inga underarter finns listade i Catalogue of Life.